# Amt Bokhorst-Wankendorf
Het Amt Bokhorst-Wankendorf is een Amt in de Duitse deelstaat Sleeswijk-Holstein. Het wordt gevormd door acht gemeenten in de Landkreis Plön. Het bestuur is gevestigd in de Wankendorf.

## Geschiedenis
Het Amt ontstond in 2008 door een fusie van de voormalige Ämter Bokhorst en Wankendorf. In 2009 is de gemeente Bönebüttel uit het Amtverband getreden en is sindsdien een Amtvrije gemeente.

## Deelnemende gemeenten
1. Belau
2. Großharrie
3. Rendswühren
4. Ruhwinkel
5. Schillsdorf
6. Stolpe
7. Tasdorf
8. Wankendorf